# Hafiz Nor
Hafiz Nor (Singapore, 22 agosto 1988) è un calciatore singaporiano, centrocampista dei Warriors.

## Carriera

### Club
Ha sempre giocato nella massima serie singaporiana.

### Nazionale
Ha esordito in nazionale nel 2013.

## Statistiche

### Cronologia presenze e reti in nazionale
| Cronologia completa delle presenze e delle reti in nazionale ― Singapore | Cronologia completa delle presenze e delle reti in nazionale ― Singapore | Cronologia completa delle presenze e delle reti in nazionale ― Singapore | Cronologia completa delle presenze e delle reti in nazionale ― Singapore | Cronologia completa delle presenze e delle reti in nazionale ― Singapore | Cronologia completa delle presenze e delle reti in nazionale ― Singapore | Cronologia completa delle presenze e delle reti in nazionale ― Singapore | Cronologia completa delle presenze e delle reti in nazionale ― Singapore |
| Data                                                                     | Città                                                                    | In casa                                                                  | Risultato                                                                | Ospiti                                                                   | Competizione                                                             | Reti                                                                     | Note                                                                     |
| ------------------------------------------------------------------------ | ------------------------------------------------------------------------ | ------------------------------------------------------------------------ | ------------------------------------------------------------------------ | ------------------------------------------------------------------------ | ------------------------------------------------------------------------ | ------------------------------------------------------------------------ | ------------------------------------------------------------------------ |
| 14-11-2019                                                               | Doha                                                                     | Qatar                                                                    | 2 – 0                                                                    | Singapore                                                                | Amichevole                                                               | -                                                                        | 80’                                                                      |
| 19-11-2019                                                               | Al Muharraq                                                              | Yemen                                                                    | 1 – 2                                                                    | Singapore                                                                | Qual. Mondiali 2022                                                      | 1                                                                        | 75’                                                                      |
| 24-9-2022                                                                | Ho Chi Minh                                                              | India                                                                    | 1 – 1                                                                    | Singapore                                                                | Amichevole                                                               | -                                                                        | 88’                                                                      |
| Totale                                                                   |                                                                          | Presenze                                                                 | 3                                                                        |                                                                          | Reti                                                                     | 1                                                                        |                                                                          |